# Adrien Papritz

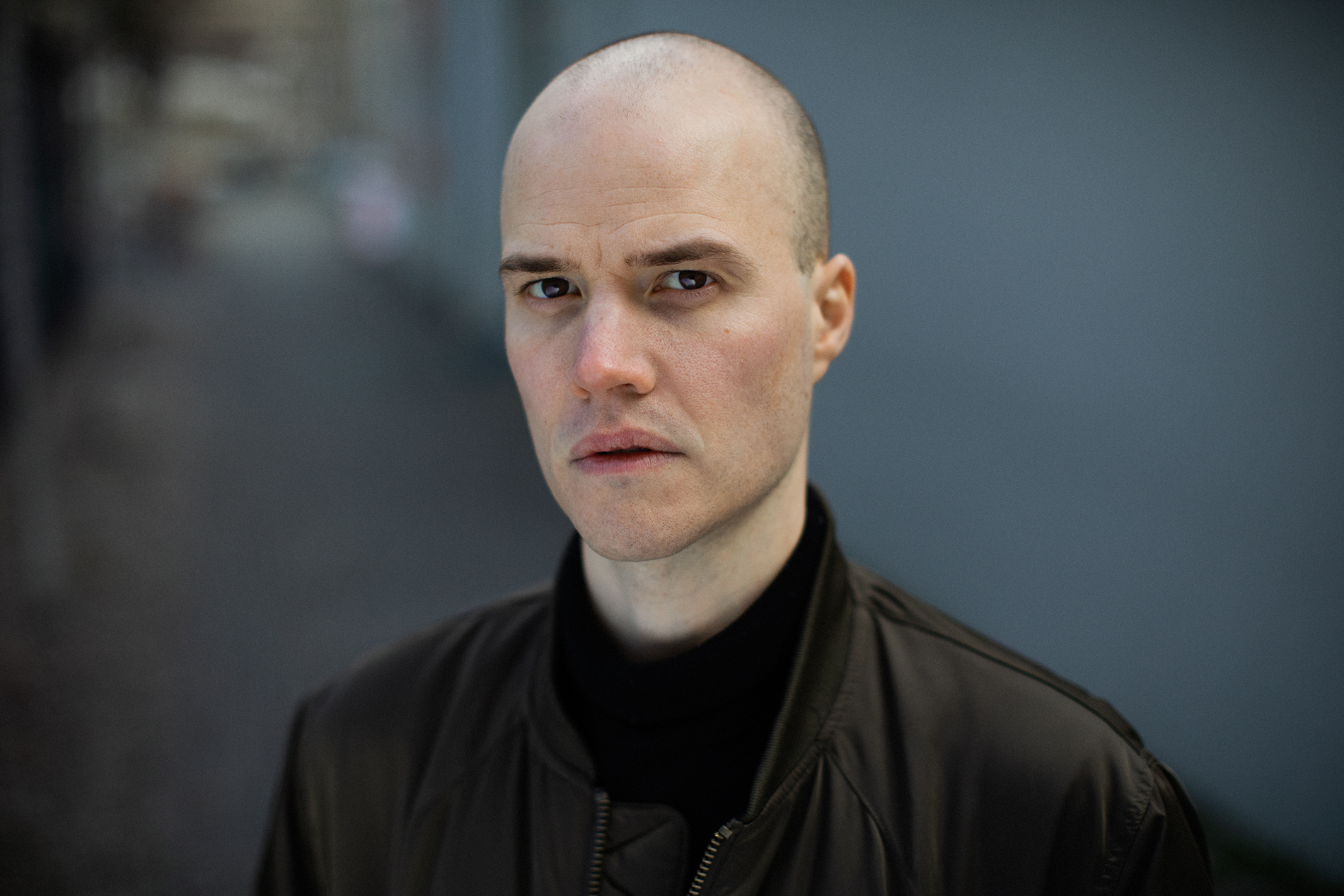
Adrien Papritz Porträt 2023

Adrien Papritz (* 26. September 1987 in Luxemburg) ist ein luxemburgisch-deutscher Schauspieler.

## Leben
Nach dem Abitur studierte Adrien Papritz von 2006 bis 2010 zunächst Instrumentalpädagogik für Trompete an der Hochschule für Musik Mainz, bevor er an die Musik und Kunstprivatuniversität der Stadt Wien (MUK) ging und seine Bühnenausbildung von 2011 bis 2015 erhielt.
Während des Studiums war er am Staatstheater am Gärtnerplatz München für die Produktion Cinderella von Thomas Pigor engagiert.
Von 2017 bis 2019 war er festes Ensemblemitglied am Stadttheater Naumburg an der Saale, wo er u. a. mit dem Monolog Judas von Lot Vekemans auf sich aufmerksam machte. Zur Spielzeit 2019–2020 wechselte er ans Theater Altenburg-Gera.
Seit 2020 arbeitet er als freiberuflicher Schauspieler unter anderem am Théâtre National de Luxembourg, an der Philharmonie Luxembourg oder am Grand Théâtre de la ville de Luxembourg.
2021 übernahm er in der zweiten Staffel der luxemburgischen Serie Capitani die durchgehende Rolle des Dominik Draga.
2023 wirkte er in der dokumentarischen Dramaserie Die Spaltung der Welt - A world Divided als Hans Kammler mit.
Adrien Papritz spricht Luxemburgisch, Deutsch, Französisch, Englisch und Italienisch.

## Filmografie
- 2017: Krieg der Träume (Fernsehserie)
- 2018: Zëmmer ze verlounen
- 2019: Faleminderit
- 2022: Der Passfälscher
- 2022: Corsage
- 2022: Capitani (2. Staffel)
- 2023: Melusina
- 2023: Schwarze Federn der Taube
- 2024: Die Spaltung der Welt (sechsteiliges Dokudrama)